# The Wreckers (amerykański zespół muzyczny)
The Wreckers – zespół, w którym śpiewa Michelle Branch i Jessica Harp

## O zespole
Powstał on w 2005 roku przy nagrywaniu piosenki do serialu One Tree Hill (w Polsce Pogoda na miłość) pt. "The Good Kind". W pierwszej wersji piosenki początkowo śpiewała tylko Jessica Harp, jednak w drugiej, którą nagrano do albumu Stand Still, Look Pretty, zaśpiewały obie członkinie zespołu.
Przed nagraniem wspólnego albumu zaśpiewały również dla Carlosa Santany piosenkę "I’m Feeling You". Album Stand Still, Look Pretty (2006) wypromował singel "Leave the Pieces", który był nominowany do nagrody Grammy 2006. Zespół nagrał również płytę DVD z koncertów pt. Way Back Home: Live from New York City.
Zespół śpiewa muzykę w stylu country-pop z elementami rocka, a w jego składzie znajduje się również mąż Branch – Teddy Landau (basista) i mąż Harp Jason Mowery (skrzypek).
W 2007 piosenkarki postanowiły opuścić zespół i nagrać solowe albumy.

## Dyskografia

### Albumy
- Stand Still, look pretty (2006)
- Way Back Home: Live from New York City (DVD) (2007)

### Single
- The Good Kind (2005)
- I’m Feeling You (z płyty Santany "All That I Am") (2005)
- Leave the Pieces (2006)
- My, Oh My (2006)
- Tennessee (2007)